# Герб Гороховца
Герб городского поселения «Город Горохове́ц» Гороховецкого района Владимирской области Российской Федерации.
Герб утверждён Решением Совета народных депутатов муниципального образования город Гороховец № 12 от 11 мая 2007 года.
Герб внесён в Государственный геральдический регистр Российской Федерации под регистрационным номером 3302.

## Описание герба
«В золотом поле на зелёной земле — пять чёрных тычков (шестов) и на каждом из них — по вьющемуся зелёному стеблю гороха».
Герб города Гороховец, в соответствии с Законом Владимирской области от 6 сентября 1999 года N 44-ОЗ «О гербе Владимирской области» (Статья 6), может воспроизводиться в двух равнодопустимых версиях:
 — без вольной части;
 — с вольной частью — четырёхугольником, примыкающим изнутри к верхнему краю герба города Гороховец с воспроизведёнными в нем фигурами из герба Владимирской области.
Герб города Гороховец в соответствии с протоколом заседания Геральдического совета при Президенте Российской Федерации от 23-24 марта 2005 г. № 24 пункт 8 может воспроизводиться со статусной короной установленного образца.

## Описание символики
Герб города Гороховец создан на основе исторического герба города Гороховец Владимирского Наместничества, Высочайше утверждённого 16 августа 1781 года, подлинное описание которого гласит:

«Въ верхней части гербъ Владимірскій. Въ нижней — въ золотомъ полҍ вырощенный на черныхъ тычкахъ горохъ, означающій имя сего города».—  ПСЗРИ, 1781, Закон № 15205.
Гороховец — один из старейших городов Владимирской земли, первое упоминание о нём относится к 1239 году, когда он был опорным пунктом Владимиро-Суздальского княжества. Сейчас Гороховец один из красивейших городов Владимирской области, сохранивший множество памятников архитектуры.
Использование исторического герба символизирует преемственность поколений и бережное отношение к своему прошлому местных жителей.
Золото — символ богатства, урожая, стабильности, уважения и интеллекта.
Зелёный цвет — символ здоровья, жизненного роста, природы.
Чёрный цвет — символ скромности, мудрости и вечности бытия.

## История герба
Исторический герб Гороховца был Высочайше утверждён 16 августа 1781 года императрицей Екатериной II вместе с другими гербами городов Владимирского наместничества (ПСЗРИ, 1781, Закон № 15205).
В 1859 году был составлен проект герба Гороховца (официально не утверждён) по новым правилам 1857 года: «В золотом поле зеленая гороховая лоза на зеленом же холме». В вольной части герб Владимирской губернии. Щит увенчан серебряной стенчатой короной, окружен золотыми колосьями, соединенными Александровской лентой.
В советское время исторический герб Гороховца не использовался.
11 мая 2007 года был официально утверждён герб городского поселения город Гороховец, который представлял из себя реконструированный исторический герб города 1791 года.
Реконструкция герба произведена Союзом геральдистов России.
Авторская группа реконструкция герба: идея — Константин Мочёнов (Химки); художник, компьютерный дизайн: Оксана Афанасьева (Москва); обоснование символики: Кирилл Переходенко (Конаково).
19 марта 2008 года был утверждён герб Гороховецкого района. Герб района представлял собой реконструированный исторический герб Гороховца и имел следующее описание:

«В золотом поле под червлёной (красной) главой пять чёрных тычков (шестов) и на каждом из них — по вьющемуся зелёному стеблю гороха».